# 论只使用符号0和1的二进制算术
《论只使用符号0和1的二进制算术，兼论其用途及它赋予伏羲所使用的古老图形的意义》（Explication de l'arithmétique binaire, qui se sert des seuls caractères 0 et 1 avec des remarques sur son utilité et sur ce qu'elle donne le sens des anciennes figures chinoises de Fohy）是戈特弗里德·威廉·莱布尼茨（Gottfried Wilhelm Leibniz，1646年7月1日－1716年11月14日）的一篇关于二进制与中国伏羲八卦图的论文。原文完成于1703年，最初发表于1705年在巴黎出版的《1703年皇家科学院年鉴》(Histoire de l’Academie Royale des Sciences , Année 1703 , Paris ,1705 , pp :85--89)。
本篇论文包含了莱布尼茨关于二进制算法的表达方式、规律特点、优势与用途的论述以及他对于中国伏羲文化的思考。

## 发表背景
《论只使用符号0和1的二进制算术，兼论其用途及它赋予伏羲所使用的古老图形的意义》是莱布尼茨于1701年提交的第一篇未发表的正式论文：论述二进制算法的《数字新科学论》（Essay d′unne nouvelle Science des Nombres）的增补与修改。  
1701年, 莱布尼茨提交了《数字新科学论》，但被巴黎皇家科学院秘书长冯特奈尔（Bernard Le Bovier de Fontenelle）以“看不出二进制有何用处”为由拒绝。
1701年2月25日，莱布尼茨写信给居住在北京的法国耶稣会神父白晋（Joachim Bouvet）并介绍了论文的主要内容。白晋于11 月4 日回信，并指出了莱布尼茨二进制与《易经》八卦图符号的相似之处。1703年5月18日, 莱布尼茨复函白晋, 称终于找到了二进制的“极大用途”（Les grandes utilités）。
本篇论文在第一篇的基础上强调了二进制的用途，并增补了关于“伏羲八卦”的内容。论文于1705年在《1703年皇家科学院年鉴》上发表。